# فضای برداری

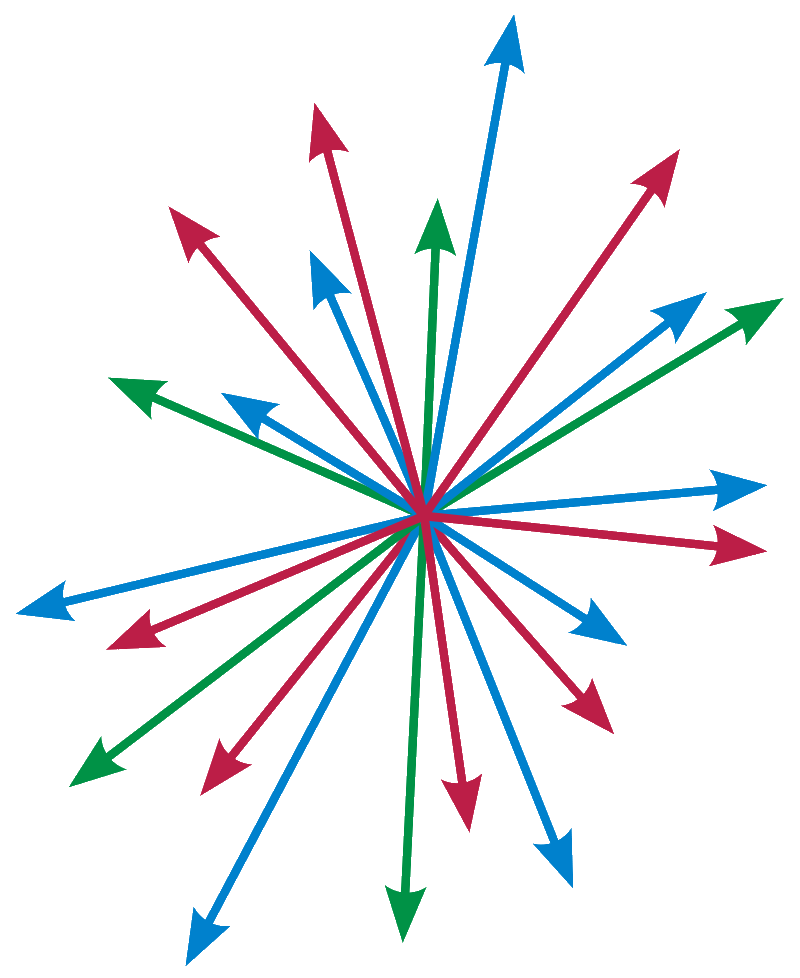
فضای برداری مجموعه‌ای از بردارها است که مقیاس‌پذیرند و قابلیت جمع شدن را دارند

در ریاضیات، فیزیک و مهندسی، فضای برداری (یا فضای خطی) (به انگلیسی: Vector Space) به مجموعه‌ای از اشیاء به‌نام بردار گفته می‌شود که روی آنها دو عمل «جمع» و «ضرب اسکالر در بردار» تعریف شده‌باشد. این اسکالر معمولاً عددی حقیقی است، اما در حالت کلی می‌توان آن را عضو هر میدانی مانند اعداد مختلط در نظر گرفت. این دو عمل باید طوری تعریف شده باشند که چند قاعده یا اصل موضوع را برآورند. برای مشخص کردن این‌که اسکالر ضرب نرده‌ای، حقیقی‌ست یا مختلط، از عبارت‌های فضای برداری حقیقی یا فضای برداری مختلط استفاده می‌شود.

جمع برداری و ضرب در مقدار نرده‌ای در فضای اقلیدسی: بردار (آبی) با بردار ' (قرمز) جمع شده‌است (تصویر بالایی). در تصویر پایین، ' در اسکالر ۲ ضرب شده و مجموع آنها عبارت است از:

مجموعهٔ بردارهای اقلیدسی نمونه ای از فضای برداری است. از بردارهای اقلیدسی در نمایش کمیت‌های برداری در فیزیک استفاده می‌شود. برای پیدا کردن نیروی خالص وارد بر یک جسم، همهٔ نیروهای وارد بر آن را جمع برداری می‌کنیم؛ همچنین، بردار نیرو از ضرب بردار شتاب در جرم (یک کمیت نرده‌ای) به‌دست می‌آید.
در حالت کلی، بردارهای یک فضای برداری لزوماً یک بردار اقلیدسی نیستند پس لزوماً با فلش نمایش داده نمی‌شوند. به عبارت دیگر، بردار یک چیز انتزاعی است و تنها گاهی می‌توان آنها را با پیکان (فلش) نمایش داد.
فضاهای برداری در ریاضیات، علم و مهندسی، گسترده استفاده می‌شوند. در جبر خطی، از فضای برداری در کار با دستگاه‌های معادلات خطی استفاده می‌شوند. همچنین از فضاهای برداری برای حل معادلات دیفرانسیل با مشتقات جزئی و بسط فوریه استفاده می‌شود. 
فضای برداری، سنگ بنایی برای تعمیم به چیزهای هندسی و فیزیکی کلی‌تر، مانند ماتریس و تنسورها هستند.

## تعریف
یک فضای برداری {\displaystyle (V,+,\cdot )} روی یک میدان اسکالر {\displaystyle F} (مانند میدان اعداد حقیقی {\displaystyle \mathbb {R} }) یک مجموعه از بردارها {\displaystyle V} به‌همراه دو عمل جمع و ضرب اسکالر است.
- مجموعهٔ {\displaystyle V\neq \varnothing } ناتهی است.
- عمل جمع {\displaystyle +:V\times V\rightarrow V} یک عمل دوتایی روی دو بردار از {\displaystyle V} است.
- عمل ضرب {\displaystyle \cdot :F\times V\rightarrow V} یک عمل دوتایی بین یک بردار از {\displaystyle V} و یک اسکالر از {\displaystyle F} است. ضرب در اسکالر، نباید با ضرب داخلی اشتباه شود، در ضرب داخلی دو بردار در هم ضرب می‌شوند و یک اسکالر به دست می‌آید، درحالی‌که در ضرب اسکالر، یک بردار در یک اسکالر ضرب می‌شود و یک بردار جدید به دست می‌آید.

### اصول موضوعی
به ازای هر بردار {\displaystyle v} و {\displaystyle u} و {\displaystyle w} از مجموعهٔ {\displaystyle V} و هر اسکالر {\displaystyle a} و {\displaystyle b} از میدان {\displaystyle F} باید ده اصل موضوعی زیر رعایت شوند تا بتوان آنها را فضای برداری تعریف کرد:
| قاعده                                      | قاعده                                | قاعده                                | توضیح | دقیق                                                        |
| بیان جبر مجرد                              | بیان جبر مجرد                        | بیان ساده                            | توضیح | دقیق                                                        |
| ------------------------------------------ | ------------------------------------ | ------------------------------------ | --- | ----------------------------------------------------------- |
| بستار                                      | بستار                                | بسته نسبت به جمع                     | جمع {\displaystyle v} و {\displaystyle u} در {\displaystyle V} وجود داشته باشد.                                   | {\displaystyle v+u\in V}                                    |
| بستار                                      | بستار                                | بسته نسبت به ضرب                     | ضرب {\displaystyle v} و {\displaystyle a} در {\displaystyle V} وجود داشته باشد.                                   | {\displaystyle a\cdot v\in V}                               |
| {\displaystyle V} نسبت به + گروه آبلی باشد | گروه باشد                            | همانی در جمع                         | یک عنصر همانی در {\displaystyle V} وجود دارد که جمع آن با هر برداری همان بردار شود.                               | {\displaystyle \exists 0\in V:0+v=v}                        |
| {\displaystyle V} نسبت به + گروه آبلی باشد | گروه باشد                            | وارون در جمع                         | یک عنصر وارون {\displaystyle v} در {\displaystyle V} وجود دارد که جمعش با {\displaystyle v} برابر عنصر همانی شود. | {\displaystyle \exists -\!v\in V:-\!v+v=0}                  |
| {\displaystyle V} نسبت به + گروه آبلی باشد | گروه باشد                            | شرکت‌پذیری در جمع                     | پرانتزگذاری در جمع بی‌تأثیر باشد.                                                                                  | {\displaystyle (v+u)+w=v+(u+w)}                             |
| {\displaystyle V} نسبت به + گروه آبلی باشد | جابه‌جاپذیری در جمع                   | جابه‌جاپذیری در جمع                   | جابه‌جایی در جمع بی‌تأثیر باشد.                                                                                     | {\displaystyle v+u=u+v}                                     |
| این گروه یک {\displaystyle F}-مدول باشد    | همانی ضرب                            | همانی ضرب                            | ضرب عنصر همانی میدان {\displaystyle F} در هر برداری همان بردار شود.                                               | {\displaystyle 1\cdot v=v}                                  |
| این گروه یک {\displaystyle F}-مدول باشد    | توزیع‌پذیری ضرب                       | پخش‌پذیری اسکالر                      | ضرب اسکالرها در جمع بردارها پخش‌پذیر باشد.                                                                         | {\displaystyle a\cdot (v+u)=a\!\cdot \!v+a\!\cdot \!u}      |
| این گروه یک {\displaystyle F}-مدول باشد    | توزیع‌پذیری ضرب                       | پخش‌پذیری بردار                       | ضرب بردارها در جمع اسکالرها پخش‌پذیر باشد.                                                                         | {\displaystyle (a+b)\cdot v=a\!\cdot \!v+b\!\cdot \!v}      |
| این گروه یک {\displaystyle F}-مدول باشد    | سازگاری ضرب میدان با ضرب فضای برداری | سازگاری ضرب میدان با ضرب فضای برداری | پرانتزگذاری ضرب اسکالرها و ضرب بردار در اسکالر بی‌تأثیر باشد.                                                      | {\displaystyle (a\!\cdot \!b)\cdot v=a\cdot (b\!\cdot \!v)} |

جمع و ضرب عملگر هستند و طبق تعریف عملگر، بسته بودن جزو قواعد آنها هست. در نتیجه دو قاعدهٔ ابتدایی در مورد بسته بودن تکراری است و در کتاب‌های منبع جدیدتر نوشته نمی‌شوند.

#### نتایج
از اصول یادشده می‌توان به نتایج زیر رسید:
- عنصر همانی یکتا است.
- وارون جمع هر برداری یکتا است.
- {\displaystyle -v=(-1)\cdot v}
- {\displaystyle av=0\Longleftrightarrow (a=0\lor v=0)}

## پوچساز
هرگاه {\displaystyle V} فضایی برداری باشد بر میدان {\displaystyle F} و {\displaystyle S} زیرمجموعه‌ای از {\displaystyle V} باشد، در این صورت پوچساز {\displaystyle S} عبارتست از تابعک‌های خطی {\displaystyle f} روی {\displaystyle V} که به ازای هر {\displaystyle \alpha } در {\displaystyle S} داریم {\displaystyle f(\alpha )=0}. پوچساز را با {\displaystyle S^{\circ }} نشان می‌دهند.
در واقع داریم:
{\displaystyle S^{\circ }={\big \{}f|f(\alpha )=0\quad \forall \alpha \in S{\big \}}}

### فضاهای برداری با ساختار بیشتر
- فضای اقلیدسی
- فضای هیلبرت
- فضای متریک کامل
- فضای ضرب داخلی
- فضای برداری نرم‌دار
- فضای متریک
- فضای برداری توپولوژیکی